# Goar (chef alain)
Pour les articles homonymes, voir Goar.
Goar ou Eochar (mort entre 446 et 450) est un chef alain du Ve siècle demeuré sur le Rhin avec quelques clans, au service de l'Empire romain, de décembre 406 à 411. 

## Biographie
Goar s'associe au roi burgonde Gunther (Gondicaire) afin de porter au trône impérial Jovin en 411. Mais Jovin, empereur fantoche manipulé par les Barbares, est bientôt capturé en 412. 
Goar est mentionné dans la description de Grégoire de Tours de la traversée du Rhin gelé par les Barbares le 31 décembre 406. Aetius confia par la suite à Goar la surveillance des Armoricains et des révoltes bagaudes sur la Loire, l'installant avec ses troupes dans la région de Cenabum (Orléans) : la toponymie en garde des traces à Allaines, Allainville en Beauce et Allainville-aux-Bois. Cette installation est très mal perçuecar elle se traduit par des confiscations de terres et des expulsions de propriétaires,. En conséquence Goar est présenté par nos sources comme cupide et cruel,,. 